# Domenico Puccini
Domenico Vincenzo Maria Puccini (* 5. April 1772 in Lucca; † 25. Mai 1815 ebenda) war ein italienischer Komponist.

## Leben
Domenico Puccini entstammte einer Musikerfamilie aus der Toscana, die Musiker aus mindestens fünf Generationen umfasst. Sein Großvater Giacomo Puccini d.Ältere war bereits ein Komponist und Organist an der Kathedrale von Lucca gewesen ebenso wie sein Vater. Auch sein Sohn Michele komponierte, und sein Enkel war der berühmte Opern-Komponist Giacomo Puccini (1858–1924).
Domenico Puccini studierte mit Padre Stanislao Mattei in Bologna und später in Neapel mit Giovanni Paisiello. Nach seiner Rückkehr nach Lucca wurde er wie sein Vater und Großvater Organist an der Kathedrale San Martino. Herzogin Elisa Bonaparte Baciocchi ernannte ihn zum Cappella Municipale. 1805 heiratete er Angela Cerù. Puccini starb 1815 im Alter von 43 Jahren.

## Werk
Puccinis Werk umfasst an Instrumentalmusik u. a. ein Klavierkonzert in B-Dur, zwei Symphonien und mehrere Dutzend Klaviersonaten. Er schrieb sechs Duette für Sopran und Tenor mit Klavierbegleitung. Zu seinen Hauptwerken zählen vier Opern sowie Kirchenmusik. So schrieb er an geistlicher Musik fünf Kyrie, sechs Gloriae, ein Benedictus, ein Alleluia für acht Stimmen und Orchester, drei Lamentationen, sechs Motetten und acht Psalmen.
Nach den kleinbesetzten Kammeropern Spartaco (1793) und Castruccio (1797) entstand im Jahr 1800 seine pastorale Oper Le frecce d'amore und die Opera buffa L’Ortolanella, o la Moglie capricciosa. Im selben Jahr schrieb Puccini anlässlich des vermeintlichen Siegs über Napoleon in der Schlacht bei Marengo ein Te Deum, das er im Juni 1800 in San Martino aufführte. Eine weitere Hommage für Napoleon komponierte Puccini im Jahr 1807 für Sopran und Klavier zu vier Händen. 1810 folgte die Opera seria Il Quinto Fabio, 1813 die Farsa La Scuola dei tutori. Die Opera buffa Il Ciarlatano, ossia I finti savoiardi fiel in sein Todesjahr 1815. Sein letztes Werk, ein Te Deum, hinterließ er unvollendet. Sein Vater Antonio Puccini wagte es nicht, das Werk zu vollenden, wie er in einer Anmerkung auf die Partitur schrieb. Er gab es dann zur Vollendung an Felice Ravani, einem Schüler Domenicos.